# 独立屯站
独立屯站是位于黑龙江省大庆市让胡路区喇嘛甸镇的一个铁路车站，邮政编码163412。车站建于1966年，有通让铁路经过该站，现办理客货运业务，车站及其上下行区间均已电气化。车站距离通辽站408公里，隶属哈尔滨铁路局，是三等站。